# Frankie McAvoy
Frankie McAvoy (* 1. Juni 1974 in Bellshill) ist ein ehemaliger schottischer Fußballspieler und aktueller Fußballtrainer. Zurzeit ist er Co-Trainer von Heart of Midlothian in der Scottish Premiership.

## Karriere

### Als Spieler
Frankie McAvoy spielte keinen professionellen Fußball, sondern spielte stattdessen für die Amateurvereine Bellshill Athletic, Thorniewood United, Wishaw Thistle und Blantyre Victoria. Daneben arbeitete er als Postbote für die Royal Mail.

### Als Trainer
Im Jahr 2003 wurde McAvoy Jugendtrainer von Dunfermline Athletic. Zwei Jahre später wechselte er in derselben Funktion zu Hamilton Academical. Hier wurde er später Nachwuchskoordinator. Im Jahr 2013 wurde McAvoy nach der Ernennung von Alex Neil zum neuen Cheftrainer der „Accies“ zu seinem Co-Trainer. Zusammen mit Neil führte McAvoy die „Accies“ als Tabellenzweiter der Scottish Championship 2013/14 in die Play-offs und erreichte im Entscheidungsspiel gegen den Vorletzten der Scottish Premiership 2013/14 Hibernian Edinburgh den Aufstieg in die erste Liga. Im Jahr 2015 wechselte Neil zu Norwich City, wobei McAvoy nach knapp zehn Jahren in Hamilton auch das Angebot des englischen Zweitligisten annahm und erneut als Co-Trainer der ersten Mannschaft unter Neil arbeitete. Im Juli 2017 wechselten die beiden weiter zu Preston North End. Im März 2021 wurde Neil entlassen, woraufhin McAvoy bis zum Ende der Saison 2020/21 zum Interimstrainer von Preston ernannt wurde. Am 10. Mai 2021 wurde McAvoy zum endgültigen Cheftrainer ernannt, nachdem er in der Zwischenzeit fünf seiner acht Spiele gewonnen hatte. Im Dezember 2021 wurde McAvoy selber entlassen, nachdem er in der Saison 2021/22 nur sechs von 21 Ligaspielen gewonnen hatte.
Am 3. Februar 2022 wechselte McAvoy als Leiter der Nachwuchsabteilung zurück nach Schottland zu Heart of Midlothian. McAvoy wurde im Juni 2023 Cheftrainer der „Hearts“ und arbeitete als „Strohmann“ mit Steven Naismith zusammen, da Naismith nicht über die erforderliche Trainerlizenz verfügte. Nachdem Naismith die fehlende Lizenz erworben hatte, wurde McAvoy Co-Trainer unter Naismith.